# الهراويين
الهراويين هي مدينة مغربية تقع نواحي مدينة الدار البيضاء، وسط غرب البلاد. تنتمي مدينة الهراويين لإقليم مديونة و تضم 65,7875 نسمة (حسب إحصاء 2015).
وتنقسم الهراويين إلى 3 أقسام :
الهراويين الشمالية التابعة لعمالة بن مسيك
الهراويين الجنوبية التابعة لمديونة
الهراويين الجديدة هو مشروع السكن الاقتصادي تابعة لعمالة مديونة
التعليم :
تتوفر الهراويين على عدة مؤسسات تعليمية مثل :
الابتدائية أبي بكر الصديق
الثانوية التأهلية خديجة أم المؤمنين
الثانوية التأهلية مكي الناصري
الابتدائية عبد الإله المصدق
الإعدادية عبد القادر المازني
وغيرها